# Општина Купрес
Општина Купрес је јединица локалне самоуправе на југозападу Босне и Херцеговине, у саставу Федерације БиХ. Припада Кантону 10. Сједиште општине је у истоименом градићу.
Данашња општина Купрес захвата површину од око 572 km² (87,5% површине предратне општине), док 45 km² припадају општини Купрес у Републици Српској.

## Географија
Купрешки крај обухвата осим Купрешког поља још двије знатно мање крашке висоравни: Вуковско поље и Равно. Налазе се на око 1135 m над морем и имају по око 20 km². Вуковско поље деле од Купрешког поља Лупоглав, Црни врх и Осоје, а од Равног Равашница (1565 m). Између Вуковског поља и Рамске котлине издиже се висока Радуша с оштрим шиљком Идовцем (1956 m), коју опет са Стожером повезује Сивер (1562 m). Равањско поље од Дувањског дели водом оскудна планина Паклине (1503 m) и Љубуша (1797 m). Између Купрешког и Гламочког поља лежи једнако тако безводна висораван Хрбине, испресецана с више горских ланаца.
Купрешко поље је велика крашка висораван смештена источно од Ливањског и Гламочког поља, а сјеверно од Дувањског поља. Пружа се од сјеверозапада према југоистоку, дугачко је 24 km, широко 10 km и површине 93 km2.
Купрешка висораван са свих страна је окружена планинама. То су на сјевероистоку Мосор (1371 m), Стражбеница (Вучковац 1504 m), Велика Плазеница (Демировац 1766 m), Мала Врата, Мала Плазеница (1556 m), па седло Купрешка или Велика Врата (1384 m) и планина Стожер (1758 m); на југоистоку Лупоглава (1448 m), Црни Врх (1506 m), Осоје (1439 m), Јаворни Врх (1468 m); на југу и југозападу Батоглав (1272 m), Козја Глава (1482 m), Малован (1828 m), Јарам (1662 m) и Курљај (1593 m); на западу и сјеверозападу Крвајац (1662 m) и Мали Виторог (1748 m). Све су углавном покривене шумом и ливадама, које дају изврсну сточну храну. Североисточе планине су разводно, па им с једне стране воде теку у Јадранско, а с друге стране у Црно море.
Највеће језеро у Купрешкој општини је Кукавичко језеро код села Кукавице. То је глацијално језеро површине 3750 m², богато је разним рибама и раком. Уз два мања глацијална језера, Турјача површине 2500 m² и Растичево површине 1900 m², у купрешком крају је преко 20 вртача глиненог подножја, у којима се вода задржава чинећи језерца са 100-200 m. Нека од њих имају своје изворе.

### Клима
Клима је планинско-алпска, оштра, с просечном годишњом температуром од 5,7 °. Због снажних планинских вјетрова хладноћа је велика и честе су снежне вијавице.

## Политика
Састав Општинског вијећа након локалних избора 2016. године чиниле су Хрватска демократска заједница БиХ са освојених 797 гласова (48,5%) и 8 мандата, Хрватска демократска заједница 1990 са освојених 343 гласова (20,9%) и 4 мандата, Независна листа „За Купрес” са освојених 312 гласова (19%) и 3 мандата, Савез независних социјалдемократа са освојених 79 гласова (4,8%) и 1 мандат и Странка демократске акције са освојених 51 гласом (3,1%) и 1 мандатом.

## Становништво
По службеном попису становништва из 1991. године, општина Купрес је имала 9.618 становника, распоређених у 36 насељених мјеста. Послије потписивања Дејтонског споразума, највећи дио општине Купрес ушао је у састав Федерације БиХ. У састав Републике Српске ушли су дијелови насељених мјеста Мрђановци, Ново Село, Растичево и Шеменовци. Од овог подручја формирана је нова истоимена општина.
|             | 2013.          | 1991.          | 1981.           | 1971.           |
| Укупно      | 5 057 (100,0%) | 9 618 (100,0%) | 10 098 (100,0%) | 11 496 (100,0%) |
| Хрвати      | 4 474 (88,47%) | 3 813 (39,64%) | 3 947 (39,09%)  | 4 425 (38,49%)  |
| Срби        | 318 (6,288%)   | 4 864 (50,57%) | 5 169 (51,19%)  | 6 252 (54,38%)  |
| Бошњаци     | 255 (5,043%)   | 802 (8,339%)1  | 745 (7,378%)1   | 763 (6,637%)1   |
| Неизјашњени | 4 (0,079%)     | –              | –               | –               |
| Остали      | 4 (0,079%)     | 72 (0,749%)    | 13 (0,129%)     | 25 (0,217%)     |
| Црногорци   | 1 (0,020%)     | –              | 6 (0,059%)      | 13 (0,113%)     |
| Непознато   | 1 (0,020%)     | –              | –               | –               |
| Југословени | –              | 67 (0,697%)    | 214 (2,119%)    | 18 (0,157%)     |
| Словенци    | –              | –              | 2 (0,020%)      | –               |
| Македонци   | –              | –              | 1 (0,010%)      | –               |
| Мађари      | –              | –              | 1 (0,010%)      | –               |

1. 1 На пописима од 1971. до 1991. Бошњаци су пописивани углавном као Муслимани.